# Chionaema khasiana
Chionaema khasiana là một loài bướm đêm thuộc phân họ Arctiinae, họ Erebidae.